# اسکناس ده هزار ریالی
اسکناس ده هزار ریالی یا ۱۰۰۰ تومانی، نخستین بار در سال ۱۲۶۹ به سفارش بانک شاهنشاهی توسط شرکتbradbury Wilkinson and Company در انگلستان چاپ شد. در حال حاضر رنگ این اسکناس ترکیبی از رنگهای سبز و آبی و زیتونی است و مانند سایر اسکناس‌های رایج کنونی بر روی آن تصویری از  ایت الله خمینی نقش بسته‌است. پشت آن نیز تصویر کوه دماوند را دارد.

## تاریخچه
پس از تأسیس بانک شاهنشاهی (در دوران ناصرالدین شاه قاجار) نخستین سری اسکناس‌های ایرانی به سفارش این بانک در سال ۱۲۶۹ در کشور انگلستان و به وسیلهٔ چاپخانه en: bradbury Wilkinson and Company در ارقام ۳٬۲٬۱، ۵، ۱۰، ۲۰، ۲۵، ۵۰، ۱۰۰، ۵۰۰ و ۱۰۰۰ تومانی به چاپ رسید. تمامی اسکناس‌ها به استثنا اسکناس هزارتومانی که به عنوان پشتوانه در خزانه بانک نگهداری می‌شد، در چرخه معاملات قرار گرفت.

## مشخصات
رنگ اسکناس: سبز ـ آبی ـ سبز زیتونی
ابعاد اسکناس: ۷۷ در ۱۶۰ میلیمتر
جنس: ۱۰۰٪ پنبه
طرح رو:تصویر روح‌الله خمینی
طرح پشت:کوه دماوند

### ویژگیهای کاغذ
پرتره خمینی در سمت راست و در خمیر کاغذ که در مقابل نور از دو طرف قابل رؤیت است. نخ امنیتی آن از نوع متالایز با عرض ۲٬۱ میلی‌متر به صورت پنجره‌ای که عبارت ۱۰۰۰۰ ریال به صورت فارسی و لاتین روی آن نمایان است. استفاده از الیاف نامرئی فلورسنت در خمیره کاغذ به رنگهای سبز، آبی، زرد و قرمز در رو و پشت اسکناس که در مقابل تابش اشعه ماوراءبنفش قابل رؤیت است.

### ویژگیهای چاپ
نوع چاپ، افست خشک است و شماره سریال با مرکب قرمز فلورسنت که در مقابل تابش اشعه ماوراء بنفش به رنگ طلائی نمایان خواهد شد. عبارت «بانک مرکزی جمهوری اسلامی ایران» به صورت خطی در وسط اسکناس بالای عبارت ده هزار ریال و در پشت اسکناس زیر کوه دماوند به خط لاتین به صورت ریزچاپ نوشته شده‌است که با ذره‌بین قابل رویت است. پایین اسکناس گوشه سمت راست به صورت گل مورب که با چاپ مکمل آن در پشت اسکناس در مقابل نور قابل رؤیت می‌باشد. بخش‌هایی از این اسکناس دارای چاپ برجسته می‌باشد که برجستگی این سطوح در مقایسه با چاپهای دیگر به سادگی به وسیله انگشتان دست قابل لمس است. در سمت چپ بالای شماره سریال دو خط موازی به صورت برجسته برای سهولت شناسایی این اسکناس توسط عزیزان نابینایان در نظر گرفته شده‌است. طرح لوگوی بانک مرکزی جمهوری اسلامی ایران در قسمت چپ عبارت ده هزار ریال روی کتیبه زیتونی رنگ به صورت مخفی چاپ شده‌است که با متمایل نمودن طرح و تابیدن نور به خطوط، طرح پنهان‌شده ظاهر و تصویر طرح به صورت برجسته نمایان خواهد شد.

## اسکناس ده هزار ریالی جدید
به منظور حرکت به‌سمت همسان‌سازی اسکناس و ایران‌چک و کاهش هزینه‌های تولید، بانک مرکزی اقدام به چاپ
اسکناس ده هزار ریالی جدید نمود که از نیمه خرداد ۱۳۹۶ وارد بازار شد و ویژگی آن کوچکتر شدن آن نسبت به طرح قدیم است و فقط از رنگ سبز استفاده شده‌است.

### اسکناس میان نسلی با صفر کمرنگ
آخرین طرح چاپ شده ده هزار ریالی طوری طراحی شده که فقط در گوشه سمت راست بالا ده هزار ریال نوشته شده با کمرنگ ترین صفر و در دو گوشه پایین اسکناس فقط عدد یک چاپ شده است. در روی اسکناس عکس آیت الله خمینی در سمت چپ اسکناس قرار گرفته، پشت اسکناس نیز منقش به آرامگاه ابن سینا در همدان است.

## نگارخانه

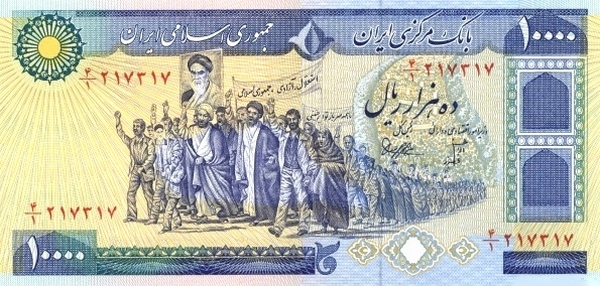
طرح قدیم روی اسکناس هزار تومانی
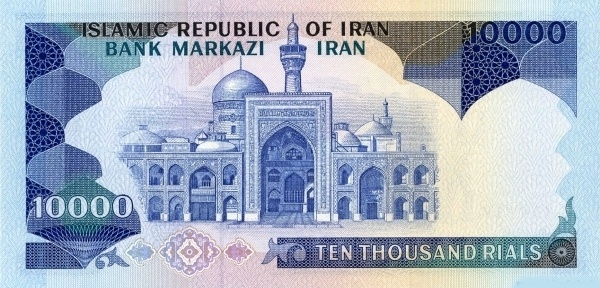
طرح قدیم پشت اسکناس هزار تومانی
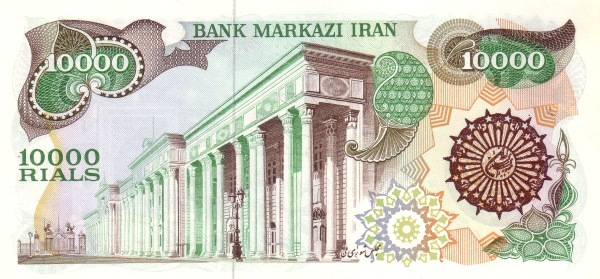
طرح قدیم سری اول پس از انقلاب
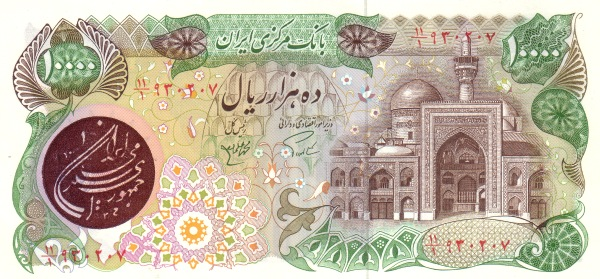
طرح قدیم سری اول پس از انقلاب
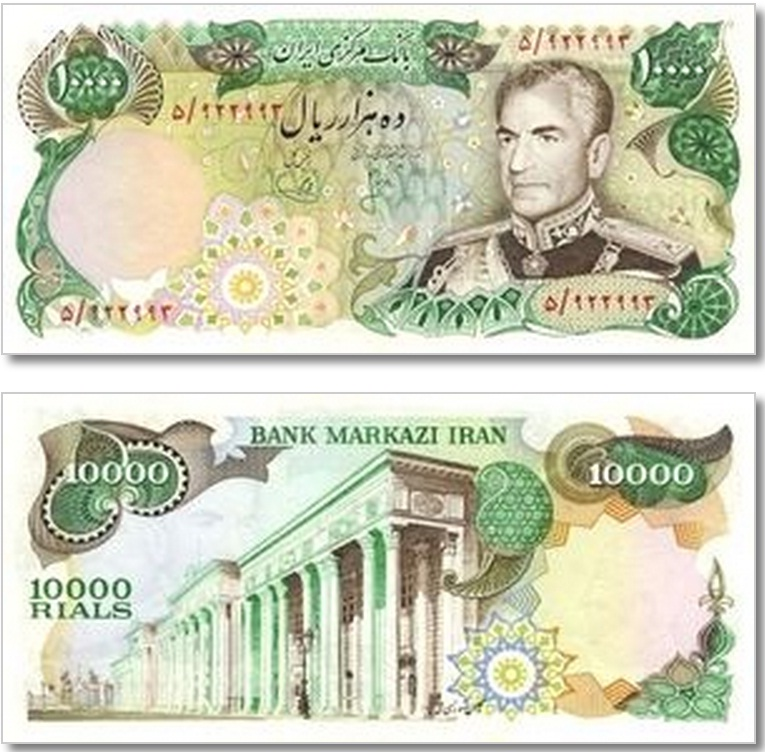
طرح قدیم پیش از انقلاب